# Natação nos Jogos Olímpicos de Verão de 2024
As competições de natação nos Jogos Olímpicos de Verão de 2024, em Paris, na França, aconteceram entre 27 de julho e 9 de agosto de 2024. Os eventos de piscina, realizados entre 27 de julho e 4 de agosto, ocorreram na Paris La Défense Arena e a maratona aquática foi disputada em percurso pelo rio Sena, com largada na Ponte Alexandre III, em 8 e 9 de agosto.

## Eventos
Com formato semelhante ao programa de Tóquio 2020, a natação apresentou um total de 37 eventos (18 cada para homens e mulheres e um evento misto), incluindo duas provas de maratona de 10 km em águas abertas. Todos os eventos de piscina são de percurso longo e as distâncias são em metros (exceto a maratona que é em quilômetros):
- Nado crawl/livre: 50, 100, 200, 400, 800 e 1500 m;
- Nado costas: 100 e 200 m;
- Nado peito/bruços: 100 e 200 m;
- Nado borboleta/mariposa: 100 e 200 m;
- Nado medley/estilos individual: 200 e 400 m;
- Revezamento: 4×100 livre, 4×200 livre, 4×100 medley (incluindo o evento misto);
- Maratona: 10 km.

## Qualificação
Eventos individuais
A World Aquatics estabeleceu tempos de qualificação para os eventos individuais. Os padrões de tempo consistem em dois tipos, ou seja, um "tempo de qualificação olímpica" (OQT, coloquialmente conhecido como corte A) e um "tempo de consideração olímpica" (OCT, coloquialmente conhecido como corte B). Cada Comitê Olímpico Nacional (CON) poderia inscrever no máximo dois nadadores por evento, desde que cumpram o tempo (mais rápido) de qualificação. Um CON poderia inscrever um nadador por evento que atenda ao padrão de convite. Qualquer nadador que cumpra o tempo de "qualificação" é inscrito no evento para os Jogos; um nadador que atenda ao padrão de "convite" é elegível para inscrição atribuída por classificação. Se um CON não tiver um nadador que atenda a nenhum dos padrões de qualificação, poderia inscrever um nadador por gênero. Um CON que não recebe uma vaga de alocação, mas inscreve pelo menos um nadador atingindo um padrão de qualificação, poderia inscrever aqueles com a classificação mais alta.
Eventos de revezamento
Cada evento de revezamento contou com 16 equipes, compostas da seguinte forma:
- As três melhores equipes com base em seus resultados finais alcançados no Campeonato Mundial de Esportes Aquáticos de 2023, em Fukuoka, Japão;
- Treze melhores equipes, disputando a qualificação, com base em seus tempos mais rápidos acumulados nas baterias e finais nos Campeonatos Mundiais de Esportes Aquáticos de 2023 e de 2024, em Doha, Catar.

Maratona aquática
As provas de 10 km masculino e feminino contaram com 22 nadadores cada, três a menos com relação a Tóquio 2020:
- Os três medalhistas nas provas de 10 km do Campeonato Mundial de Esportes Aquáticos de 2023 em Fukuoka;
- Treze melhores nadadores disputando a qualificação no Campeonato Mundial de Esportes Aquáticos de 2024 em Doha;
- Um representante de cada continente da World Aquatics (África, Américas, Ásia, Europa e Oceania);
- Um para a nação anfitriã (França) se ainda não qualificado pelos outros meios. Se um ou mais nadadores franceses de águas abertas se qualificassem regular e diretamente, suas vagas seriam realocadas para os próximos nadadores qualificados com melhor classificação no Campeonato Mundial de Esportes Aquáticos de 2024.

## Calendário
O programa da natação para Paris 2024 ocorreu em dois segmentos. Para os eventos de piscina, semelhante à Londres 2012, as preliminares foram realizadas pela manhã, seguidas pelas semifinais e finais a tarde e à noite para atender as solicitações da NBC, detentora dos direitos de transmissão das Olimpíadas nos Estados Unidos.
Entre as mudanças instituídas no calendário de natação, o programa se estendeu para nove dias pela primeira vez, em oposição ao formato regular de oito dias. O dia extra serviria para aliviar os horários dos nadadores que disputariam as provas individuais e revezamentos no mesmo período. Além disso, visou aliviar a agenda que conta com três novos eventos desde os Jogos anteriores.
| E | Eliminatórias | ½ | Semifinais | F | Final |

| DataEvento      | Sáb 27 jul | Sáb 27 jul | Dom 28 jul | Dom 28 jul | Seg 29 jul | Seg 29 jul | Ter 30 jul | Ter 30 jul | Qua 31 jul | Qua 31 jul | Qui 1 ago | Qui 1 ago | Sex 2 ago | Sex 2 ago | Sáb 3 ago | Sáb 3 ago | Dom 4 ago | Dom 4 ago | Qui 8 ago | Qui 8 ago | Sex 9 ago | Sex 9 ago |
| DataEvento      | M          | N          | M          | N          | M          | N          | M          | N          | M          | N          | M         | N         | M         | N         | M         | N         | M         | N         | M         | N         | M         | N         |
| Masculino       | Masculino  | Masculino  | Masculino  | Masculino  | Masculino  | Masculino  | Masculino  | Masculino  | Masculino  | Masculino  | Masculino | Masculino | Masculino | Masculino | Masculino | Masculino | Masculino | Masculino | Masculino | Masculino | Masculino | Masculino |
| --------------- | ---------- | ---------- | ---------- | ---------- | ---------- | ---------- | ---------- | ---------- | ---------- | ---------- | --------- | --------- | --------- | --------- | --------- | --------- | --------- | --------- | --------- | --------- | --------- | --------- |
| 50 m livre      |            |            |            |            |            |            |            |            |            |            | E         | ½         |           | F         |           |           |           |           |           |           |           |           |
| 100 m livre     |            |            |            |            |            |            | E          | ½          |            | F          |           |           |           |           |           |           |           |           |           |           |           |           |
| 200 m livre     |            |            | E          | ½          |            | F          |            |            |            |            |           |           |           |           |           |           |           |           |           |           |           |           |
| 400 m livre     | E          | F          |            |            |            |            |            |            |            |            |           |           |           |           |           |           |           |           |           |           |           |           |
| 800 m livre     |            |            |            |            | E          |            |            | F          |            |            |           |           |           |           |           |           |           |           |           |           |           |           |
| 1500 m livre    |            |            |            |            |            |            |            |            |            |            |           |           |           |           | E         |           |           | F         |           |           |           |           |
| 100 m costas    |            |            | E          | ½          |            | F          |            |            |            |            |           |           |           |           |           |           |           |           |           |           |           |           |
| 200 m costas    |            |            |            |            |            |            |            |            | E          | ½          |           | F         |           |           |           |           |           |           |           |           |           |           |
| 100 m peito     | E          | ½          |            | F          |            |            |            |            |            |            |           |           |           |           |           |           |           |           |           |           |           |           |
| 200 m peito     |            |            |            |            |            |            | E          | ½          |            | F          |           |           |           |           |           |           |           |           |           |           |           |           |
| 100 m borboleta |            |            |            |            |            |            |            |            |            |            |           |           | E         | ½         |           | F         |           |           |           |           |           |           |
| 200 m borboleta |            |            |            |            |            |            | E          | ½          |            | F          |           |           |           |           |           |           |           |           |           |           |           |           |
| 200 m medley    |            |            |            |            |            |            |            |            |            |            | E         | ½         |           | F         |           |           |           |           |           |           |           |           |
| 400 m medley    |            |            | E          | F          |            |            |            |            |            |            |           |           |           |           |           |           |           |           |           |           |           |           |
| 4×100 m livre   | E          | F          |            |            |            |            |            |            |            |            |           |           |           |           |           |           |           |           |           |           |           |           |
| 4×200 m livre   |            |            |            |            |            |            | E          | F          |            |            |           |           |           |           |           |           |           |           |           |           |           |           |
| 4×100 m medley  |            |            |            |            |            |            |            |            |            |            |           |           |           |           | E         |           |           | F         |           |           |           |           |
| 10 km maratona  |            |            |            |            |            |            |            |            |            |            |           |           |           |           |           |           |           |           |           |           | F         |           |
| Feminino        |            |            |            |            |            |            |            |            |            |            |           |           |           |           |           |           |           |           |           |           |           |           |
| 50 m livre      |            |            |            |            |            |            |            |            |            |            |           |           |           |           | E         | ½         |           | F         |           |           |           |           |
| 100 m livre     |            |            |            |            |            |            | E          | ½          |            | F          |           |           |           |           |           |           |           |           |           |           |           |           |
| 200 m livre     |            |            | E          | ½          |            | F          |            |            |            |            |           |           |           |           |           |           |           |           |           |           |           |           |
| 400 m livre     | E          | F          |            |            |            |            |            |            |            |            |           |           |           |           |           |           |           |           |           |           |           |           |
| 800 m livre     |            |            |            |            |            |            |            |            |            |            |           |           | E         |           |           | F         |           |           |           |           |           |           |
| 1500 m livre    |            |            |            |            |            |            | E          |            |            | F          |           |           |           |           |           |           |           |           |           |           |           |           |
| 100 m costas    |            |            |            |            | E          | ½          |            | F          |            |            |           |           |           |           |           |           |           |           |           |           |           |           |
| 200 m costas    |            |            |            |            |            |            |            |            |            |            | E         | ½         |           | F         |           |           |           |           |           |           |           |           |
| 100 m peito     |            |            | E          | ½          |            | F          |            |            |            |            |           |           |           |           |           |           |           |           |           |           |           |           |
| 200 m peito     |            |            |            |            |            |            |            |            | E          | ½          |           | F         |           |           |           |           |           |           |           |           |           |           |
| 100 m borboleta | E          | ½          |            | F          |            |            |            |            |            |            |           |           |           |           |           |           |           |           |           |           |           |           |
| 200 m borboleta |            |            |            |            |            |            |            |            | E          | ½          |           | F         |           |           |           |           |           |           |           |           |           |           |
| 200 m medley    |            |            |            |            |            |            |            |            |            |            |           |           | E         | ½         |           | F         |           |           |           |           |           |           |
| 400 m medley    |            |            |            |            | E          | F          |            |            |            |            |           |           |           |           |           |           |           |           |           |           |           |           |
| 4×100 m livre   | E          | F          |            |            |            |            |            |            |            |            |           |           |           |           |           |           |           |           |           |           |           |           |
| 4×200 m livre   |            |            |            |            |            |            |            |            |            |            | E         | F         |           |           |           |           |           |           |           |           |           |           |
| 4×100 m medley  |            |            |            |            |            |            |            |            |            |            |           |           |           |           | E         |           |           | F         |           |           |           |           |
| 10 km maratona  |            |            |            |            |            |            |            |            |            |            |           |           |           |           |           |           |           |           | F         |           |           |           |
| Misto           |            |            |            |            |            |            |            |            |            |            |           |           |           |           |           |           |           |           |           |           |           |           |
| 4×100 m medley  |            |            |            |            |            |            |            |            |            |            |           |           | E         |           |           | F         |           |           |           |           |           |           |

## Nações participantes
Ao todo, 189 CONs enviaram seus nadadores qualificados, além da equipe de Atletas Individuais Neutros.

## Medalhistas
Masculino
- EL. ↑EL Participaram apenas das eliminatórias, mas receberam medalhas

Feminino
| Evento                              | Ouro | Ouro      | Prata | Prata     | Bronze | Bronze    |
| ----------------------------------- | --- | --------- | --- | --------- | --- | --------- |
| 50 m livre detalhes                 | Sarah Sjöström SWE Suécia | 23.71     | Meg Harris AUS Austrália | 23.97     | Zhang Yufei CHN China | 24.20     |
| 100 m livre detalhes                | Sarah Sjöström SWE Suécia | 52.16     | Torri Huske USA Estados Unidos | 52.29     | Siobhán Haughey HKG Hong Kong | 52.33     |
| 200 m livre detalhes                | Mollie O'Callaghan AUS Austrália | 1:53.27   | Ariarne Titmus AUS Austrália | 1:53.81   | Siobhán Haughey HKG Hong Kong | 1:54.55   |
| 400 m livre detalhes                | Ariarne Titmus AUS Austrália | 3:57.49   | Summer McIntosh CAN Canadá | 3:58.37   | Katie Ledecky USA Estados Unidos | 4:00.86   |
| 800 m livre detalhes                | Katie Ledecky USA Estados Unidos | 8:11.04   | Ariarne Titmus AUS Austrália | 8:12.29   | Paige Madden USA Estados Unidos | 8:13.00   |
| 1500 m livre detalhes               | Katie Ledecky USA Estados Unidos | 15:30.02  | Anastasiya Kirpichnikova FRA França | 15:40.35  | Isabel Gose GER Alemanha | 15:41.16  |
| 100 m costas detalhes               | Kaylee McKeown AUS Austrália | 57.33     | Regan Smith USA Estados Unidos | 57.66     | Katharine Berkoff USA Estados Unidos | 57.98     |
| 200 m costas detalhes               | Kaylee McKeown AUS Austrália | 2:03.73   | Regan Smith USA Estados Unidos | 2:04.26   | Kylie Masse CAN Canadá | 2:05.57   |
| 100 m peito detalhes                | Tatjana Smith RSA África do Sul | 1:05.28   | Tang Qianting CHN China | 1:05.54   | Mona McSharry IRL Irlanda | 1:05.59   |
| 200 m peito detalhes                | Kate Douglass USA Estados Unidos | 2:19.24   | Tatjana Smith RSA África do Sul | 2:19.60   | Tes Schouten NED Países Baixos | 2:21.05   |
| 100 m borboleta detalhes            | Torri Huske USA Estados Unidos | 55.59     | Gretchen Walsh USA Estados Unidos | 55.63     | Zhang Yufei CHN China | 56.21     |
| 200 m borboleta detalhes            | Summer McIntosh CAN Canadá | 2:03.03   | Regan Smith USA Estados Unidos | 2:03.84   | Zhang Yufei CHN China | 2:05.09   |
| 200 m medley detalhes               | Summer McIntosh CAN Canadá | 2:06.56   | Kate Douglass USA Estados Unidos | 2:06.92   | Kaylee McKeown AUS Austrália | 2:08.08   |
| 400 m medley detalhes               | Summer McIntosh CAN Canadá | 4:27.71   | Katie Grimes USA Estados Unidos | 4:33.40   | Emma Weyant USA Estados Unidos | 4:34.93   |
| Revezamento 4×100 m livre detalhes  | Mollie O'Callaghan (52.24) Shayna Jack (52.35) Emma McKeon (52.39) Meg Harris (51.94) Bronte Campbell[EL] Olivia Wunsch[EL] AUS Austrália                                       | 3:28.92   | Kate Douglass (52.98) Gretchen Walsh (52.55) Torri Huske (52.06) Simone Manuel (52.61) Erika Connolly[EL] Abbey Weitzeil[EL] USA Estados Unidos                                     | 3:30.20   | Yang Junxuan (52.48) Cheng Yujie (52.76) Zhang Yufei (52.75) Wu Qingfeng (52.31) Yu Yiting[EL] CHN China                                    | 3:30.30   |
| Revezamento 4×200 m livre detalhes  | Mollie O'Callaghan (1:53.52) Lani Pallister (1:55.61) Brianna Throssell (1:56.00) Ariarne Titmus (1:52.95) Jamie Perkins[EL] Shayna Jack[EL] AUS Austrália                      | 7:38.08   | Claire Weinstein (1:54.88) Paige Madden (1:55.63) Katie Ledecky (1:54.93) Erin Gemmell (1:55.40) Anna Peplowski[EL] Simone Manuel[EL] Alex Shackell[EL] USA Estados Unidos          | 7:40.86   | Yang Junxuan (1:54.52) Li Bingjie (1:55.05) Ge Chutong (1:57.45) Liu Yaxin (1:55.32) Tang Muhan[EL] Kong Yaqi[EL] CHN China                 | 7:42.34   |
| Revezamento 4×100 m medley detalhes | Regan Smith (57.28) Lilly King (1:04.90) Gretchen Walsh (55.03) Torri Huske (52.42) Katharine Berkoff[EL] Emma Weber[EL] Alex Shackell[EL] Kate Douglass[EL] USA Estados Unidos | 3:49.63   | Kaylee McKeown (57.72) Jenna Strauch (1:07.31) Emma McKeon (56.25) Mollie O'Callaghan (51.83) Iona Anderson[EL] Ella Ramsay[EL] Alexandria Perkins[EL] Meg Harris[EL] AUS Austrália | 3:53.11   | Wan Letian (59.81) Tang Qianting (1:05.79) Zhang Yufei (55.52) Yang Junxuan (52.11) Wang Xue'er[EL] Yu Yiting[EL] Wu Qingfeng[EL] CHN China | 3:53.23   |
| Maratona 10 km detalhes             | Sharon van Rouwendaal NED Países Baixos | 2:03:34.2 | Moesha Johnson AUS Austrália | 2:03:39.7 | Ginevra Taddeucci ITA Itália | 2:03:42.8 |

- EL. ↑EL  Participaram apenas das eliminatórias, mas receberam medalhas

Misto
- EL. ↑EL Participaram apenas das eliminatórias, mas receberam medalhas

Legenda
| Recorde mundial      | Recorde mundial (World record)               |                       | Recorde africano                      | Recorde africano (African) |                                           | Q | Classificado por posição (Qualified) |
| Recorde olímpico     | Recorde olímpico (Olympic record)            | Recorde da América    | Recorde da América (Americas)         | q                          | Classificado por melhor tempo (Qualified) |   |                                      |
| Melhor marca do ano  | Melhor marca do ano (World leading)          | Recorde asiático      | Recorde asiático (Asian)              | DNS                        | Não largou (Did not start)                |   |                                      |
| Recorde nacional     | Recorde nacional (National record)           | Recorde europeu       | Recorde europeu (European)            | DNF                        | Não terminou (Did not finish)             |   |                                      |
| Recorde pessoal      | Recorde pessoal do atleta (Personal best)    | Recorde da Oceania    | Recorde da Oceania (Oceania)          | DSQ / DQ                   | Desclassificado (Disqualified)            |   |                                      |
| Recorde da temporada | Recorde da temporada do atleta (Season best) | Recorde sul-americano | Recorde sul-americano (South America) | NM                         | Sem marca (No mark)                       |   |                                      |

## Quadro de medalhas
| Ordem | País               | Medalha de ouro | Medalha de prata | Medalha de bronze |     | Ordem por total |
| ----- | ------------------ | --------------- | ---------------- | ----------------- | --- | --------------- |
| 1     | USA Estados Unidos | 8               | 13               | 7                 | 28  | 1               |
| 2     | AUS Austrália      | 7               | 9                | 3                 | 19  | 2               |
| 3     | FRA França         | 4               | 1                | 2                 | 7   | 5               |
| 4     | CAN Canadá         | 3               | 2                | 3                 | 8   | 4               |
| 5     | HUN Hungria        | 3               | 1                | 1                 | 5   | 7               |
| 6     | CHN China          | 2               | 3                | 7                 | 12  | 3               |
| 7     | ITA Itália         | 2               | 1                | 3                 | 6   | 6               |
| 8     | SWE Suécia         | 2               |                  |                   | 2   | 12              |
| 9     | GBR Grã-Bretanha   | 1               | 4                |                   | 5   | 7               |
| 10    | GER Alemanha       | 1               | 1                | 1                 | 3   | 9               |
| 11    | RSA África do Sul  | 1               | 1                |                   | 2   | 12              |
| 12    | IRL Irlanda        | 1               |                  | 2                 | 3   | 9               |
|       | NED Países Baixos  | 1               |                  | 2                 | 3   | 9               |
| 14    | ROU Romênia        | 1               |                  | 1                 | 2   | 12              |
| 15    | GRE Grécia         |                 | 1                |                   | 1   | 16              |
|       | JPN Japão          |                 | 1                |                   | 1   | 16              |
| 17    | HKG Hong Kong      |                 |                  | 2                 | 2   | 12              |
| 18    | KOR Coreia do Sul  |                 |                  | 1                 | 1   | 16              |
|       | SWE Suécia         |                 |                  | 1                 | 1   | 16              |
| TOTAL | TOTAL              | 37              | 38               | 36                | 111 | —               |